# Lijst van slachtoffers van Kamp Vught
Tijdens de Tweede Wereldoorlog zijn in Kamp Vught minstens 736 mensen om het leven gekomen. Het merendeel was van Nederlandse afkomst.

## België
Tijdens de Tweede Wereldoorlog zijn minstens zesendertig Belgen in Kamp Vught om het leven gekomen. Ze waren bijna allemaal in België door de Duitse bezetter in een militair proces ter dood veroordeeld wegens sabotageacties. Het vonnis moest met de strop ten uitvoer worden gebracht. Daarvoor werden ze vanuit België naar kamp Vught overgebracht en nog dezelfde dag of de dag na aankomst opgehangen. Van veel van de veroordeelden is bekend dat het communisten waren.
| Datum             | Naam                           | Beroep / achtergrond             | Verzetsgroep levensovertuiging    | Doodsoorzaak                    |
| ----------------- | ------------------------------ | -------------------------------- | --------------------------------- | ------------------------------- |
| 15 augustus 1943  | Joseph Maurice Debackere       | schoenmaker                      | Korps West-Vlaanderen             | opgehangen                      |
| 7 september 1943  | Arthur Boucher                 |                                  | communist                         | opgehangen                      |
| 7 september 1943  | Emile Boucher                  |                                  | communist                         | opgehangen                      |
| 7 september 1943  | Fernand Bouffioux              |                                  | communist                         | opgehangen                      |
| 7 september 1943  | Louis Collart                  |                                  | communist                         | opgehangen                      |
| 7 september 1943  | Antoine Delfosse               | machinist                        |                                   | opgehangen                      |
| 7 september 1943  | Sylvain Dieudonné Dellis       |                                  | Korps West-Vlaanderen             | opgehangen                      |
| 7 september 1943  | Leon Lambert Emile Demelenne   | metaalsmelter                    | Korps West-Vlaanderen             | opgehangen                      |
| 7 september 1943  | Joseph Augustinus Devos        | reparateur elektrische apparaten | Korps West-Vlaanderen             | opgehangen                      |
| 7 september 1943  | Arsene Hermand                 |                                  | communist                         | opgehangen                      |
| 7 september 1943  | Jean Merlin                    |                                  | Korps West-Vlaanderen             | opgehangen                      |
| 7 september 1943  | Ernest Wigny                   |                                  | Korps West-Vlaanderen             | opgehangen                      |
| 28 september 1943 | René Drion                     |                                  | groep 033                         | opgehangen                      |
| 28 september 1943 | Roger Drion                    |                                  | groep 033                         | opgehangen                      |
| 28 september 1943 | Jan René Heijlen               |                                  | groep 033                         | opgehangen                      |
| 28 september 1943 | Jean B. Matthijsen             |                                  | communist                         | opgehangen                      |
| 28 september 1943 | Albert Mertens                 |                                  | communist                         | opgehangen                      |
| 28 september 1943 | Edouard Saint Ghislain         |                                  | Belgische Patriotten              | opgehangen                      |
| 28 september 1943 | Lodewijk Smets                 |                                  | communist / Korps West-Vlaanderen | opgehangen                      |
| 1 oktober 1943    | Jacues Leopold Kinsbergen      |                                  |                                   |                                 |
| 15 oktober 1943   | Georg Declerq                  | kolenhandelaar                   | Witte Brigade                     | opgehangen                      |
| 15 oktober 1943   | Ferdinand Geers                |                                  | communist                         | opgehangen                      |
| 15 oktober 1943   | Arthur Goedhals                |                                  | communist                         | opgehangen                      |
| 15 oktober 1943   | Joseph Normon                  |                                  | communist / Korps West-Vlaanderen | opgehangen                      |
| 15 oktober 1943   | André Tack                     |                                  | Korps West-Vlaanderen             | opgehangen                      |
| 23 oktober 1943   | Eugene L.H. Jaminon            |                                  |                                   | tijdens transport doodgeschoten |
| 15 januari 1944   | Gaston J.J.P. Olivier          |                                  | communist                         |                                 |
| 23 februari 1944  | Aurelie Bollekens-Majorel      |                                  |                                   |                                 |
| 18 maart 1944     | Edouard J. Gobert              |                                  | communist                         | opgehangen                      |
| 15 juli 1944      | Alfred Louis Devos             | elektricien                      |                                   | zelfmoord door ophanging        |
| 26 juli 1944      | Arthur Prosper Jerome Vandaele |                                  |                                   | ontberingen                     |
| 15 augustus 1944  | Edmond Biard                   |                                  | communist                         | Kommando Venlo, bombardement    |
| 15 augustus 1944  | Marcel Chambeau                |                                  |                                   | Kommando Venlo, bombardement    |
| 15 augustus 1944  | Raymond Peters                 |                                  |                                   |                                 |
| 15 augustus 1944  | Jean Verlaine                  |                                  |                                   | Kommando Venlo, bombardement    |
| 26 augustus 1944  | Alexandre Henri Renard         |                                  | gijzelaar                         | bij ongeluk geëlektrocuteerd    |
| 30 augustus 1944  | Ferdinand Poswick              |                                  |                                   | gefusilleerd                    |

## Nederland
Tijdens de Tweede Wereldoorlog zijn ongeveer zevenhonderd Nederlanders in Kamp Vught om het leven gekomen. Begin 1943 kwamen de eerste gevangenen vanuit Kamp Amersfoort in Vught aan, terwijl er nog nauwelijks voorzieningen waren en er geen fatsoenlijke keuken voor voedselbereiding was. Ze kwamen door de vele mishandelingen en ondervoeding in Amersfoort in een slechte conditie in Vught aan en stierven daar door de erbarmelijke omstandigheden in een hoog tempo. De eerste gevangenen waren ten dele door de Duitse bezetter als verzetsmensen gevangen gehouden, die om onbekende redenen niet naar Duitse concentratiekampen werden doorgestuurd en voor een ander deel personen die voor economische delicten gevangen werden gehouden.
Veelal betroffen die economische delicten illegaal slachten, maar ook manipuleren met bonnen of onttrekken van voedsel aan de normale distributie vielen daaronder. Men kan dat ook herkennen aan de beroepen, waar veel slagers, landbouwers en andere beroepen betrokken bij de voedselvoorziening veelvuldig voorkomen. Soms betrof het mensen die onevenredig zwaar voor zelfverrijking gestraft werden, maar veelal hadden de betrokkenen gehandeld uit persoonlijke nood, nood in hun omgeving, voedsel voor ondergedoken personen, een vorm van sabotage door te weigeren voedsel aan de Duitsers uit te leveren en soms voor zwarte handel om daarmee verzetsactiviteiten te kunnen financieren.
Kort daarop werden joden uit Westerbork aangevoerd, die vrijgesteld waren van deportatie naar de gaskamers in Auschwitz of Sobibór. Vermoedelijk waren het voornamelijk zogenaamde halfjoden of gemengd gehuwden. Er zaten zuigelingen en hoogbejaarden tot boven de negentig jaar bij, die allemaal onder erbarmelijke omstandigheden werden ondergebracht en in hoog tempo stierven.
Daarna kwamen er andere gevangenen, vaak rechtstreeks afkomstig uit gevangenissen. Het betrof voornamelijk verzetsmensen, maar vaak is de precieze verzetsachtergrond niet bekend. In deze periode ging de sterfte drastisch omlaag, doordat de levensomstandigheden verbeterden omdat de Duitsers de gevangenen voor de oorlogseconomie wilden inzetten. De gevangenen waren als dwangarbeiders te kostbaar om te laten sterven. Desondanks kwamen mishandelingen de dood ten gevolge hebbende veelvuldig voor, maar veelal is de doodsoorzaak onbekend of is een vervalste doodsoorzaak vastgelegd. In de tabel is ‘’ontberingen’’ vastgelegd indien een of andere ziekte als doodsoorzaak is vermeld, maar er zullen vast personen tussen zitten die ten gevolge van mishandelingen om het leven waren gekomen. Veelal werd de cynische doodsoorzaak van ‘’falen van hart en bloedsomloop’’ opgegeven: als iemand op een of andere manier dood was gegaan, dan klopte het hart inderdaad niet meer.
Vanaf half juni 1944 worden massaal gevangen gefusilleerd. Ze zijn veelal pas kort daarvoor gearresteerd wegens verzetsactiviteiten. Dit gaat door tot de ontruiming als de geallieerden bijna op de stoep staan, waarna de overigen in allerijl naar Duitsland worden afgevoerd, waar de meesten door de erbarmelijke omstandigheden voor nieuwkomers in de concentratiekampen alsnog om het leven komen.
Opvallend is dat bij de gefusilleerden opeens veel grotere aandelen beroepen voor beter gesitueerden en politiemensen zitten. Die beroepsgroepen komen onder de eerder gestorvenen nauwelijks voor.

### Slachtoffers 1943
| Datum             | Naam                                                | Beroep / achtergrond            | Verzetsgroep levensovertuiging | Doodsoorzaak                                |
| ----------------- | --------------------------------------------------- | ------------------------------- | ------------------------------ | ------------------------------------------- |
| 16 januari 1943   | Elias Koopman                                       | diamantbewerker                 |                                | ontberingen                                 |
| 20 januari 1943   | Willem van Arkel                                    | machinist                       | CPN                            |                                             |
| 20 januari 1943   | Gerrit Dirk van Dijk                                | kok                             |                                |                                             |
| 20 januari 1943   | Antonie Arend Ekker                                 | wagenmaker-kuiper               |                                | ontberingen                                 |
| 20 januari 1943   | Marinus Hartog Godschalk                            | handelsreiziger                 |                                |                                             |
| 20 januari 1943   | Hermanus Janssen                                    | acteur                          |                                | ontberingen                                 |
| 20 januari 1943   | Christian Johan Frederik Paul Bertus Marinus Koster | expeditieknecht                 |                                | ontberingen                                 |
| 20 januari 1943   | Johannes Bastiaan Kuipers                           | stukadoor                       |                                |                                             |
| 20 januari 1943   | Alfred Slotowski                                    | fabrikant damesconfectie        |                                |                                             |
| 20 januari 1943   | Hendrikus Veldhuis                                  | fabrieksarbeider                |                                | ontberingen                                 |
| 20 januari 1943   | Adrianus de Vries                                   | landbouwer                      | CPN                            | ontberingen                                 |
| 20 januari 1943   | Hermanus Hendrikus Wekking                          | landbouwer                      |                                | ontberingen                                 |
| 21 januari 1943   | Hendrik Frederik Diederiks                          | slager                          |                                | ontberingen                                 |
| 21 januari 1943   | Siegfried Israel Fleischmann                        | koopman                         |                                |                                             |
| 21 januari 1943   | Casper Daniel Gelderen                              | monteur                         |                                | ontberingen                                 |
| 21 januari 1943   | Jacob Hendrikus Pool                                | begrafenisondernemer            |                                | ontberingen                                 |
| 21 januari 1943   | Hendrik Jacob van Schravendijk                      | slagersleerling                 |                                | ontberingen                                 |
| 22 januari 1943   | Petrus Cornelis Bakker                              | veekoopman                      |                                |                                             |
| 22 januari 1943   | Gerard Beute                                        | leerlingmachinist               |                                |                                             |
| 22 januari 1943   | Simon Frenk                                         | koopman                         |                                |                                             |
| 22 januari 1943   | Carolus Ludovicus Maria Verzantvoort                | groentehandelaar                |                                | ontberingen                                 |
| 22 januari 1943   | Jan Visser                                          | directeur                       |                                | ontberingen                                 |
| 22 januari 1943   | Martinus Vlaanderen                                 | makelaar                        |                                | ontberingen                                 |
| 22 januari 1943   | Maarten Vlaardingerbroek                            | hoofdbestuur P.T.T.             |                                | ontberingen                                 |
| 23 januari 1943   | Peter Baum                                          | slager                          |                                | Kommando 's-Hertogenbosch                   |
| 23 januari 1943   | Derk Hendrik Bordewijk                              | bakker                          |                                |                                             |
| 23 januari 1943   | Yda Krijt                                           | bootwerker                      |                                |                                             |
| 24 januari 1943   | Frederik Willem Hoek                                | handarbeider                    |                                | martelingen                                 |
| 24 januari 1943   | Hendrik Bernard Johan Schrameijer                   | schoenmaker                     |                                | ontberingen                                 |
| 24 januari 1943   | Krijn Tang                                          | koetsier                        |                                |                                             |
| 25 januari 1943   | Jacob Henri Cohen                                   | bouwkundig tekenaar             |                                | ontberingen                                 |
| 25 januari 1943   | Bernard Everhard                                    | schoenmaker                     |                                |                                             |
| 25 januari 1943   | Gerson Fresco                                       | handelaar onroerende goederen   | CPN                            |                                             |
| 25 januari 1943   | Jan Kijk in de Vegte                                | veehouder                       |                                | ontberingen                                 |
| 25 januari 1943   | Bertus Meertens                                     |                                 |                                | ontberingen                                 |
| 25 januari 1943   | Simon Ponte                                         | gereedschapssmid                | CPN                            | ontberingen                                 |
| 26 januari 1943   | Hendrik Jan Rutgers                                 | landarbeider                    |                                | ontberingen                                 |
| 27 januari 1943   | Jacobus van Biert                                   | transportchauffeur              |                                |                                             |
| 27 januari 1943   | Louis David Cohen                                   | slager                          |                                | ontberingen                                 |
| 27 januari 1943   | Johannes Hubertus Hendriks                          | zinkwitwerker                   | MLL-front                      | ontberingen                                 |
| 27 januari 1943   | Bertus Kuijt                                        | schillenophaler                 |                                |                                             |
| 27 januari 1943   | Franciscus Johannes Reuver                          | loswerkman                      |                                | ontberingen                                 |
| 27 januari 1943   | Jan de Vor                                          | landbouwer                      |                                | ontberingen                                 |
| 27 januari 1943   | Bernardus Johannes Cornelis van der Wal             | politieagent                    | OD                             |                                             |
| 28 januari 1943   | Cornelis Antonius van den Broek                     | koopman in vee                  |                                |                                             |
| 28 januari 1943   | Harm Dijk                                           | landbouwer                      |                                |                                             |
| 28 januari 1943   | Johannes Hendrikus Antonius Javaux                  | kantoorbediende                 |                                |                                             |
| 28 januari 1943   | Pieter Jacobus Josephus Riep                        | psycholoog                      |                                |                                             |
| 28 januari 1943   | Antoine van Rijswijk                                | slotenmaker                     |                                | ontberingen                                 |
| 28 januari 1943   | Leonardus Johannis Lambertus Smink                  | koopman                         |                                | ontberingen                                 |
| 29 januari 1943   | Jan Johannes Huurman                                | bloemistknecht                  |                                |                                             |
| 29 januari 1943   | Huibertus Hendrikus Lankhaar                        | grondwerker                     | Jehova's getuige               |                                             |
| 29 januari 1943   | Bernardus Hermanus Maandag                          | grondwerker                     |                                |                                             |
| 30 januari 1943   | Gerrit Nieuwkamp                                    | kantoorbediende, voetballer     |                                |                                             |
| 30 januari 1943   | Mozes Porcelijn                                     | venter                          |                                | ontberingen                                 |
| 30 januari 1943   | Arie van der Stel                                   | belastingambtenaar              | Het Parool                     | ontberingen                                 |
| 30 januari 1943   | Jan Veltman                                         | koopman                         |                                |                                             |
| 30 januari 1943   | Jacobus Verbiezen                                   | grondwerker                     |                                | ontberingen                                 |
| 31 januari 1943   | Willem Bree                                         | slagersknecht                   |                                |                                             |
| 31 januari 1943   | Abraham Broekman                                    | koopman                         |                                |                                             |
| 31 januari 1943   | Peter Cremers                                       | stucadoor                       |                                |                                             |
| 31 januari 1943   | Frederik Karel van Evert                            | predikant                       |                                | ontberingen                                 |
| 31 januari 1943   | Franciscus Josephus Hoek                            | bloemist                        |                                |                                             |
| 31 januari 1943   | Willem Petersen                                     | militaire politie               |                                | ontberingen                                 |
| 31 januari 1943   | Willem Joseph Pütz                                  | gemeenteambtenaar               |                                | ontberingen                                 |
| 31 januari 1943   | Petrus Johannes Antonius Henricus Schuldres         | ambtenaar Distributiedienst     |                                |                                             |
| 31 januari 1943   | Arie Cornelis van Tintelen                          | fruitkoopman                    |                                | ontberingen                                 |
| 1 februari 1943   | Hendrik van Bemmelen                                | slager                          |                                |                                             |
| 1 februari 1943   | Jacobus van den Berg                                | koopman                         |                                |                                             |
| 1 februari 1943   | Evert Brouwer                                       | stoker                          |                                |                                             |
| 1 februari 1943   | Albertus Houtriet                                   | handelsreiziger                 |                                | ontberingen                                 |
| 1 februari 1943   | Eisse Ritsema                                       | landbouwer                      |                                | ontberingen                                 |
| 1 februari 1943   | Izak Roodveldt                                      | koopman                         |                                | ontberingen                                 |
| 1 februari 1943   | Harm Esder Smit                                     | bioscoopportier                 |                                | ontberingen                                 |
| 1 februari 1943   | Abraham Johannes de Smit                            | consumptie-ijsbereider          |                                | ontberingen                                 |
| 1 februari 1943   | Marinus Barend Smits                                | landbouwingenieur               |                                |                                             |
| 2 februari 1943   | Jan Reinder Beekhuizen                              | chauffeur                       |                                | ontberingen                                 |
| 2 februari 1943   | Sjoerd Draijer                                      | veehandelaar                    |                                | ontberingen                                 |
| 2 februari 1943   | Taeke van der Kam                                   | koopman                         | Vrij Nederland                 | ontberingen                                 |
| 2 februari 1943   | Joseph Markus                                       | boekdrukker                     |                                | ontberingen                                 |
| 2 februari 1943   | Salomon Meibergen                                   | koopman                         |                                | ontberingen                                 |
| 2 februari 1943   | Hermanus Martinus Peters                            | vertegenwoordiger               | MLL-front                      | ontberingen                                 |
| 3 februari 1943   | Bernardus Johannis Hilberink                        | brood- en banketbakker          |                                |                                             |
| 3 februari 1943   | Kornelis Lambert Penning                            | arbeider                        |                                | ontberingen                                 |
| 3 februari 1943   | Sally Vromen                                        | journalist                      |                                |                                             |
| 3 februari 1943   | Johannes Albertus van Wijhe                         | autohandelaar                   | OD                             |                                             |
| 3 februari 1943   | Gerhardus Johannes Wilmink                          | bedrijfschef                    |                                | ontberingen                                 |
| 4 februari 1943   | Alexander Aleng                                     | koopman                         |                                |                                             |
| 4 februari 1943   | Rein Feenstra                                       | boerenknecht                    |                                |                                             |
| 4 februari 1943   | Adriaan Marie Antonius Gerardus Janssen             | slager                          |                                |                                             |
| 4 februari 1943   | Johan Martinus Musters                              | mijnwerker                      |                                | ontberingen                                 |
| 4 februari 1943   | Johannes Peters                                     | landarbeider                    |                                | ontberingen                                 |
| 4 februari 1943   | Meindert Cornelis Roele                             | melkventer                      |                                | ontberingen                                 |
| 5 februari 1943   | Geurt van Dreven                                    | arbeider kunstzijdefabriek      |                                |                                             |
| 5 februari 1943   | Petrus Jacobus Leeuw                                | kruideniersbediende             |                                |                                             |
| 6 februari 1943   | Hendrik Mijnten                                     | landarbeider                    |                                | ontberingen                                 |
| 6 februari 1943   | Bernardus Johannes Oldenmenger                      | tuinman                         |                                | ontberingen                                 |
| 6 februari 1943   | Hermanus Bernardus Oude Breuil                      | melkventer                      |                                |                                             |
| 6 februari 1943   | Wilhelm Peters                                      | vishandelaar                    | MLL-front                      | ontberingen                                 |
| 7 februari 1943   | Hermanus Salomon Beem                               | tandtechnicus                   |                                |                                             |
| 7 februari 1943   | Gerlof Frankfort                                    | student                         |                                |                                             |
| 8 februari 1943   | Jan Cornelis Bennis                                 | spoorwegarbeider                |                                |                                             |
| 8 februari 1943   | Jacobus Groen                                       | los werkman                     |                                |                                             |
| 8 februari 1943   | Antonius Hendrikus Nichting                         | slotenmaker                     |                                | ontberingen                                 |
| 8 februari 1943   | Johannes Franciscus Petrus van Nimwegen             | slager                          |                                | ontberingen                                 |
| 9 februari 1943   | Willem Hendrik Aalders                              | slager                          |                                | ontberingen                                 |
| 9 februari 1943   | Hendrik Alting                                      | landarbeider                    | Jehova's getuige               | ontberingen                                 |
| 9 februari 1943   | Anthonij Abraham Boxhoorn                           | grondwerker                     | CPN                            |                                             |
| 9 februari 1943   | Jan Flens                                           | melkventer                      |                                | ontberingen                                 |
| 9 februari 1943   | Johan Krijn Schippers                               | boekhouder                      |                                |                                             |
| 9 februari 1943   | Geert Smit                                          | landbouwer                      |                                | ontberingen                                 |
| 9 februari 1943   | Johannes Anton van der Sterren                      | elektricien                     |                                | ontberingen                                 |
| 9 februari 1943   | Jacob Wezop                                         | timmerman                       |                                | ontberingen                                 |
| 10 februari 1943  | Jan Hummel                                          |                                 | CPN / Jehova's getuige         | ontberingen                                 |
| 10 februari 1943  | Lucas van Soolingen                                 | havenarbeider                   | CPN                            |                                             |
| 11 februari 1943  | Arie de Reuver                                      | loswerkman                      |                                | ontberingen                                 |
| 11 februari 1943  | Noach Speijer                                       | koopman                         |                                | ontberingen                                 |
| 12 februari 1943  | Gerardus Antonius Beerling                          | student                         |                                |                                             |
| 12 februari 1943  | Johannes Fronik                                     | slager                          |                                |                                             |
| 12 februari 1943  | Arie Pijl                                           | koetsier                        |                                | ontberingen                                 |
| 12 februari 1943  | Johannes Leonardus Teeuwen                          | bloemist                        |                                |                                             |
| 13 februari 1943  | Gerrit de Lange                                     | veekoopman                      |                                | ontberingen                                 |
| 13 februari 1943  | Dirk Leendert Noort                                 | fabrieksarbeider                |                                |                                             |
| 13 februari 1943  | Johannes Leonardus Antonius Oosterveer              | glazenwasser                    |                                | ontberingen                                 |
| 14 februari 1943  | Alexander Bombeeck                                  | chauffeur                       | Vrij Nederland                 | ontberingen                                 |
| 14 februari 1943  | Uilke van der Meulen                                | slagersknecht                   |                                | ontberingen                                 |
| 14 februari 1943  | Roelf Onstwedder                                    | broodbezorger                   |                                | ontberingen                                 |
| 15 februari 1943  | Floris van Eijk                                     | winkelbediende / broodbezorger  |                                | ontberingen                                 |
| 15 februari 1943  | Evert van Ham                                       | marechaussee                    | Jehova's getuige               | ontberingen                                 |
| 15 februari 1943  | Johannes Wilhelmus Koekkoek                         | landbouwer                      |                                |                                             |
| 15 februari 1943  | Hendrik Paul                                        | kaashandelaar                   |                                | ontberingen                                 |
| 15 februari 1943  | Cornelis van Santen                                 | autogeenlasser                  |                                | ontberingen                                 |
| 15 februari 1943  | Michiel Smit                                        | veehouder/ landbouwer           |                                | ontberingen                                 |
| 15 februari 1943  | Egbert Struik                                       | kruidenier                      |                                | ontberingen                                 |
| 16 februari 1943  | Salomon Godschalk                                   | koopman                         |                                |                                             |
| 16 februari 1943  | Gijsbertus Franciscus Kraan                         |                                 |                                |                                             |
| 16 februari 1943  | Jules Louis Antoine van Oppen                       | deken                           |                                | ontberingen                                 |
| 16 februari 1943  | Jan Visser                                          | landbouwer                      |                                | ontberingen                                 |
| 16 februari 1943  | Johannes de Vries                                   | landarbeider                    |                                |                                             |
| 17 februari 1943  | Joseph Lion Bannet                                  | kantoorbediende                 |                                |                                             |
| 17 februari 1943  | Nicolaas Dongelmans                                 | boerenarbeider                  |                                |                                             |
| 17 februari 1943  | Hendrik Johannes Otten                              | directeur Dames Kroniek         |                                | ontberingen                                 |
| 17 februari 1943  | Hein Talens                                         | los arbeider                    |                                |                                             |
| 18 februari 1943  | Gerrit Brouwer                                      | landbouwer                      |                                |                                             |
| 18 februari 1943  | Jacob Muntz                                         | hulppolitieagent                | CPN                            |                                             |
| 19 februari 1943  | Jacobus Petrus Cornelis van der Geest               | kantoorbediende                 |                                | ontberingen                                 |
| 19 februari 1943  | Pieter Hendrik Kaars Sijpesteijn                    | landbouwer                      |                                |                                             |
| 19 februari 1943  | Alouisius Kint                                      | arbeider                        |                                |                                             |
| 19 februari 1943  | Nathan de Vos                                       | vertegenwoordiger               |                                | ontberingen                                 |
| 20 februari 1943  | Sjoerd Dam                                          | huisschilder                    |                                | ontberingen                                 |
| 21 februari 1943  | Hendrik Herkendaal                                  | fabrieksarbeider                |                                |                                             |
| 21 februari 1943  | Jan Hermanus van der Werff                          | toneelspeler                    | CPN                            | ontberingen                                 |
| 22 februari 1943  | Daniël Belinfante                                   | eigenaar zaak in herenconfectie |                                |                                             |
| 22 februari 1943  | Johannes Boeijen                                    | boomrooier                      |                                |                                             |
| 22 februari 1943  | Pieter Gijsbert den Boer                            | gemeenteambtenaar               |                                |                                             |
| 22 februari 1943  | Petrus Lambertus Jansen                             | arbeider                        |                                |                                             |
| 22 februari 1943  | Lucas Renkema                                       | chauffeur                       |                                | ontberingen                                 |
| 23 februari 1943  | Jan Otten                                           | bestuurder Chr. Vakorganisatie  |                                | ontberingen                                 |
| 24 februari 1943  | Johannes de Boer                                    |                                 |                                |                                             |
| 24 februari 1943  | Kristiaan Heuts                                     | stukadoor                       | MLL-front                      | ontberingen                                 |
| 24 februari 1943  | Petrus Henricus Antonius de Kuijer                  | manufacturenkoopman             |                                |                                             |
| 24 februari 1943  | Ysbrand Raat                                        | melkslijter                     |                                | ontberingen                                 |
| 25 februari 1943  | Hermanus Klaassen                                   | losarbeider                     |                                |                                             |
| 25 februari 1943  | Jonas Velleman                                      | student                         |                                | ontberingen                                 |
| 26 februari 1943  | Jacob Rudolph Karpe                                 | kleermaker                      |                                |                                             |
| 26 februari 1943  | Ernst Samuel                                        | koopman                         |                                |                                             |
| 27 februari 1943  | Joseph Darphorn                                     | kruidenier                      |                                | ontberingen                                 |
| 27 februari 1943  | Mozes de Metz                                       | schoenmaker                     |                                | ontberingen                                 |
| 28 februari 1943  | Aaltje à Catan-Springer                             |                                 |                                |                                             |
| 1 maart 1943      | Arnold Jan Bonthuis                                 | landbouwer                      |                                |                                             |
| 2 maart 1943      | Bastiaan Sluijmers                                  | veehandelaar                    |                                | ontberingen                                 |
| 2 maart 1943      | Renger Veer                                         | hakker scheepsbouw              |                                | gefusilleerd                                |
| 3 maart 1943      | Daniël Pront                                        | diamantarbeider                 |                                | ontberingen                                 |
| 3 maart 1943      | Joseph Werkendam                                    | kleermaker                      |                                | ontberingen                                 |
| 3 maart 1943      | Klaas Winter                                        | grondwerker                     |                                | ontberingen                                 |
| 4 maart 1943      | Johannes Achterberg                                 |                                 |                                | ontberingen                                 |
| 4 maart 1943      | Willem Hendrik Smits                                | transportarbeider               |                                |                                             |
| 6 maart 1943      | Cornelis Hendrik Daalhof                            | melkslijter                     |                                | ontberingen                                 |
| 6 maart 1943      | Willem van der Voet                                 | boekhandelaar                   | CPN                            | ontberingen                                 |
| 8 maart 1943      | Jacobus Leonardus Wichard                           | stoker                          |                                | ontberingen                                 |
| 9 maart 1943      | Jan Lina                                            | slager                          |                                |                                             |
| 10 maart 1943     | Sara Sarfatij-Duits                                 |                                 |                                | ontberingen                                 |
| 11 maart 1943     | Leendert de Beer                                    | diamantslijper                  |                                |                                             |
| 11 maart 1943     | Jakob Stenekes                                      | veehouder                       |                                |                                             |
| 12 maart 1943     | Lutgerus Limburg                                    | reiziger                        |                                |                                             |
| 14 maart 1943     | Johannes Matheus van den Boogaard                   | verzekeringsagent               |                                |                                             |
| 16 maart 1943     | Willem Kaas                                         | sorteerder                      |                                |                                             |
| 16 maart 1943     | Hartog Koperberg                                    | koopman                         |                                | ontberingen                                 |
| 16 maart 1943     | Leendert Cornelis Vos                               | chauffeur                       |                                | ontberingen                                 |
| 18 maart 1943     | Ariën Dekker                                        | koopman                         | CPN                            | ontberingen                                 |
| 22 maart 1943     | Wolter Dolstra                                      | veehandelaar                    |                                |                                             |
| 22 maart 1943     | Bastiaan Cornelis Pors                              | eigenaar wasserij               | CPN                            | ontberingen                                 |
| 24 maart 1943     | Willem Adriaan Dokter                               | pensionhouder                   |                                |                                             |
| 24 maart 1943     | Cornelis Machiel Dordrecht                          | pakhuisknecht                   | CPN                            | ontberingen                                 |
| 26 maart 1943     | Jan van Zon                                         | poelier                         |                                | ontberingen                                 |
| 27 maart 1943     | Aaltje Brilleman                                    | joodse baby                     |                                | ontberingen                                 |
| 28 maart 1943     | David Hamburger                                     | fabrikant                       |                                | "beim Fluchtversuch erschossen'             |
| 28 maart 1943     | Aäron Simon Weijl                                   | vertegenwoordiger               |                                | ontberingen                                 |
| 29 maart 1943     | Rachel Knegje                                       | joodse baby                     |                                | ontberingen                                 |
| 29 maart 1943     | Herman Prins                                        |                                 |                                | ontberingen                                 |
| 30 maart 1943     | Pieter Kok                                          | huisschilder                    |                                |                                             |
| 31 maart 1943     | Gijsbertus Anink                                    | slager                          |                                | ontberingen                                 |
| 1 april 1943      | Martinus Johannes Korpershoek                       | directeur American Express      |                                |                                             |
| 5 april 1943      | Erich Hertz                                         | chemisch-technicus              |                                | "beim Fluchtversuch erschossen'             |
| 7 april 1943      | Auke Jager                                          | hoofd lagere school             | CPN                            | ontberingen                                 |
| 9 april 1943      | Johan Josef Brassé                                  | koopman in ongeregeld goed      |                                |                                             |
| 9 april 1943      | Ella Sarina Elzas                                   | joodse baby                     |                                | ontberingen                                 |
| 9 april 1943      | Albert Jan Weertman                                 | stoker N.S.                     | CPN                            | ontberingen                                 |
| 11 april 1943     | Hartog Nebig                                        | joodse baby                     |                                | ontberingen                                 |
| 12 april 1943     | Rosalie van Baale                                   |                                 |                                |                                             |
| 12 april 1943     | Olga Kasper-Salomon                                 |                                 |                                |                                             |
| 12 april 1943     | Jan Moed                                            | landbouwer                      |                                | ontberingen                                 |
| 12 april 1943     | Jacob van Spier                                     |                                 |                                | zelfmoord met gif                           |
| 13 april 1943     | Roosje van der Sluijs                               | joodse peuter                   |                                | ontberingen                                 |
| 15 april 1943     | Daniël Goulooze                                     | metaalarbeider                  | CPN                            | ontberingen                                 |
| 16 april 1943     | Adéle Vera Kool                                     | joodse peuter                   |                                | ontberingen                                 |
| 16 april 1943     | Louis Eleazer Schavrien                             | joodse peuter                   |                                | ontberingen                                 |
| 16 april 1943     | Hanna Tof-Woudstra                                  |                                 |                                |                                             |
| 17 april 1943     | Marianne van Cleef                                  | joodse baby                     |                                | ontberingen                                 |
| 17 april 1943     | Gerzon Gans                                         | joodse baby                     |                                | ontberingen                                 |
| 17 april 1943     | Rosalina Zilverberg                                 | joodse baby                     |                                | ontberingen                                 |
| 18 april 1943     | Karl Sachs                                          | joodse baby                     |                                | ontberingen                                 |
| 18 april 1943     | Fokelinus van der Wal                               | belastingambtenaar              |                                | ontberingen                                 |
| 19 april 1943     | Hester Berg-Muller                                  |                                 |                                |                                             |
| 19 april 1943     | Ida Frank-Cohen                                     |                                 |                                |                                             |
| 19 april 1943     | Carolina Isaac                                      |                                 |                                |                                             |
| 19 april 1943     | Joël Abraham Nijstad                                | antiquair                       |                                | ontberingen                                 |
| 19 april 1943     | Adelheid Rosette Poppers                            | joodse peuter                   |                                | ontberingen                                 |
| 20 april 1943     | Antonius Nicolaas Johannes Arnoldus Bösensell       | kantoorbediende                 |                                |                                             |
| 20 april 1943     | Sophia van Embden                                   | joodse baby                     |                                | ontberingen                                 |
| 20 april 1943     | David Levy                                          | joodse peuter                   |                                | ontberingen                                 |
| 20 april 1943     | Rosalia Staal-Förster                               |                                 |                                | ontberingen                                 |
| 21 april 1943     | Pauline Menco-Stern                                 |                                 |                                | ontberingen                                 |
| 21 april 1943     | Klara Walvis                                        | winkeljuffrouw                  |                                | ontberingen                                 |
| 22 april 1943     | Theresia Lion                                       |                                 |                                | ontberingen                                 |
| 22 april 1943     | Johanna van Stratum - van Leeuwen                   |                                 |                                | ontberingen                                 |
| 23 april 1943     | Willem Marie van Ede van der Pals                   | makelaar                        |                                | ontberingen                                 |
| 23 april 1943     | Josephine Kanteman-Marx                             |                                 |                                |                                             |
| 23 april 1943     | Teunis van Maanen                                   | grondarbeider                   |                                | ontberingen                                 |
| 23 april 1943     | Schorsina Sara Meijers-Kleffman                     |                                 |                                | ontberingen                                 |
| 23 april 1943     | Emma Soesman-Horn                                   |                                 |                                | ontberingen                                 |
| 24 april 1943     | Bertha Heilbronn-Cussel                             |                                 |                                | ontberingen                                 |
| 25 april 1943     | Georges Zeligman Cahnter                            | advocaat / procureur            |                                |                                             |
| 25 april 1943     | Janette Förster                                     |                                 |                                |                                             |
| 25 april 1943     | Betje Heilbron-Slagter                              |                                 |                                | ontberingen                                 |
| 25 april 1943     | Maurits Lion                                        | leerlooier                      |                                | ontberingen                                 |
| 25 april 1943     | Albert Israel Mosler                                |                                 |                                | gefusilleerd                                |
| 26 april 1943     | Johanna Henny Cohen                                 | joodse kleuter                  |                                | ontberingen                                 |
| 26 april 1943     | Eduard Albert Marcus                                | importeur van gereedschappen    |                                | ontberingen                                 |
| 26 april 1943     | Jans Philips                                        |                                 |                                | ontberingen                                 |
| 27 april 1943     | Chajjiem Colthof                                    | joodse baby                     |                                | ontberingen                                 |
| 27 april 1943     | Marcel Franschman                                   | joodse peuter                   |                                | ontberingen                                 |
| 29 april 1943     | Louise Spits                                        |                                 |                                | ontberingen                                 |
| 29 april 1943     | Isaac van der Veen                                  | joodse baby                     |                                | ontberingen                                 |
| 30 april 1943     | Eva Kosters-Kleinhaus                               |                                 |                                |                                             |
| 30 april 1943     | Sara Roos-Meijers                                   |                                 |                                | ontberingen                                 |
| 2 mei 1943        | Salomon Cohen                                       |                                 |                                | ontberingen                                 |
| 2 mei 1943        | Rosa Emden-Lion                                     |                                 |                                | ontberingen                                 |
| 2 mei 1943        | Flora Kalker-Wijsenbeek                             |                                 |                                |                                             |
| 4 mei 1943        | Hendrikus Joannes Gerardus Waanders                 | boekhandelaar                   |                                | ontberingen                                 |
| 5 mei 1943        | Theodorus Antonius Smulders                         | smid emaillefabriek             |                                |                                             |
| 5 mei 1943        | Dina Zwarts-de Lange                                |                                 |                                |                                             |
| 6 mei 1943        | Leentje Jacobs-Mogendorff                           |                                 |                                | ontberingen                                 |
| 6 mei 1943        | Lazarus Siemons                                     |                                 |                                | ontberingen                                 |
| 7 mei 1943        | Rika van Blijdenstein- Sternfeld                    |                                 |                                |                                             |
| 7 mei 1943        | Bertha Elzas-ten Bosch                              |                                 |                                |                                             |
| 7 mei 1943        | Leon Koekoek                                        | administrateur                  |                                | ontberingen                                 |
| 7 mei 1943        | Betje de Leeuw                                      |                                 |                                | ontberingen                                 |
| 8 mei 1943        | Henriëtte Cohen-Defries                             |                                 |                                | ontberingen                                 |
| 8 mei 1943        | Charlotte de Lange                                  |                                 |                                | ontberingen                                 |
| 8 mei 1943        | Jan Willem Vermeulen                                | architect                       | CPN                            | ontberingen                                 |
| 8 mei 1943        | Anna Sara Wolff-Cohn                                |                                 |                                | ontberingen                                 |
| 9 mei 1943        | Josua Samuel de Vries                               | joodse baby                     |                                | ontberingen                                 |
| 10 mei 1943       | David Pomeranz                                      | joodse baby                     |                                | ontberingen                                 |
| 10 mei 1943       | Mozes Wijnberg                                      | kwastenmaker                    |                                |                                             |
| 11 mei 1943       | Pieter Baan                                         | kantoorbediende                 | CPN                            | ontberingen                                 |
| 12 mei 1943       | Friedrich Brehm                                     | koopman in koffie en thee       |                                |                                             |
| 12 mei 1943       | Simon van der Sluis                                 | joodse peuter                   |                                | ontberingen                                 |
| 13 mei 1943       | Leo Vrachtdoender                                   | joodse baby                     |                                | ontberingen                                 |
| 14 mei 1943       | Aaltje Meijer                                       |                                 |                                | ontberingen                                 |
| 14 mei 1943       | Rosa Gretha Catharina Prins                         | joodse baby                     |                                | ontberingen                                 |
| 16 mei 1943       | Hartog Leefmans                                     | joodse baby                     |                                | ontberingen                                 |
| 16 mei 1943       | Izaak Sealtiel                                      | kleermaker                      |                                | "beim Fluchtversuch erschossen'             |
| 18 mei 1943       | Sam Alexander Behr                                  | joodse baby                     |                                | ontberingen                                 |
| 18 mei 1943       | Joël van Essen                                      | winkelier                       |                                |                                             |
| 18 mei 1943       | Johannes Sieraad                                    | machinist                       | CPN                            | bij ongeluk geëlektrocuteerd                |
| 19 mei 1943       | Jitschak van Gelder                                 | joodse kleuter                  |                                | ontberingen                                 |
| 19 mei 1943       | Isaac Jacovici                                      |                                 |                                |                                             |
| 20 mei 1943       | Sabina Nussbaum                                     | joodse baby                     |                                | ontberingen                                 |
| 21 mei 1943       | Henry Samuel Dasberg                                | joodse peuter                   |                                | ontberingen                                 |
| 21 mei 1943       | Jettie Frankenhuis                                  | joodse baby                     |                                | ontberingen                                 |
| 22 mei 1943       | Selma Bernardi Simon                                | joodse baby                     |                                | ontberingen                                 |
| 26 mei 1943       | Symche Binon Gerstner                               |                                 |                                |                                             |
| 27 mei 1943       | Eduard van Buuren                                   | joodse peuter                   |                                |                                             |
| 27 mei 1943       | Roosje Lelyveld                                     | joodse peuter                   |                                | ontberingen                                 |
| 28 mei 1943       | Willem Vernes                                       | fabrieksarbeider                |                                | ontberingen                                 |
| 30 mei 1943       | Leonard Manuskowski                                 | joodse peuter                   |                                | ontberingen                                 |
| 3 juni 1943       | Michael Ellstein                                    | joodse peuter                   |                                | ontberingen                                 |
| 3 juni 1943       | Berend Salomon                                      | joodse baby                     |                                | ontberingen                                 |
| 4 juni 1943       | Hanna Sophia Bobbe                                  | joodse baby                     |                                | ontberingen                                 |
| 6 juni 1943       | Elkan Limburg                                       | joodse peuter                   |                                | ontberingen                                 |
| 7 juni 1943       | Abraham van Praag                                   | joodse baby                     |                                | ontberingen                                 |
| 14 juni 1943      | Eduard Schweiger                                    | kantoorbediende                 |                                | martelingen                                 |
| 1 juli 1943       | Johnny Beck                                         | joodse baby                     |                                | ontberingen                                 |
| 3 juli 1943       | Bastiaan Arie Kamp                                  | machinebankwerker               |                                |                                             |
| 8 juli 1943       | Christiaan Evert Blaauw                             | directeur Gemeentewerken        |                                | gefusilleerd                                |
| 10 juli 1943      | Izaac van Staveren                                  | kleermaker                      |                                | ontberingen                                 |
| 27 juli 1943      | Eliazar Druijf                                      | musicus                         |                                | ontberingen                                 |
| 30 juli 1943      | Henry Timmermans                                    | kunstschilder                   |                                | hersenbloeding (mogelijk op hoofd geslagen) |
| 23 augustus 1943  | Gerardus Josephus Jacobus Mastwijk                  | autowasser                      |                                |                                             |
| 2 september 1943  | Martien Victor Lansberg                             | kantoorbediende                 |                                | zelfmoord door vergassing                   |
| 4 september 1943  | Martin                                              | dansleraar                      | gijzelaar                      | ontberingen                                 |
| 5 september 1943  | Louis Israël                                        | handelsreiziger                 |                                | "beim Fluchtversuch erschossen'             |
| 24 september 1943 | Jacobus Minnigh                                     | kantoorbediende                 |                                | ontberingen                                 |
| 26 september 1943 | Johannes Simon Carmiggelt                           | journalist                      |                                | Kommando Moerdijk                           |
| 26 september 1943 | Klaas Oosthuizen                                    | kantoorbediende                 | Het Parool                     | ontberingen                                 |
| 27 september 1943 | Elisabeth Vreeken-Groennou                          |                                 | CPN                            | ontberingen                                 |
| 28 september 1943 | de Benijne                                          |                                 |                                |                                             |
| 28 september 1943 | Gustave Heijmans                                    |                                 |                                |                                             |
| 28 september 1943 | Sally Rosenthal                                     |                                 |                                | ontberingen                                 |
| 28 september 1943 | Corneel van Zaelen                                  |                                 |                                |                                             |
| 29 september 1943 | Jan Cornelis Bood                                   | koopman                         |                                |                                             |
| 2 oktober 1943    | Mozes Levie                                         | joods kind                      |                                | ontberingen                                 |
| 3 oktober 1943    | Barend van Randwijk                                 | grondwerker                     |                                | ontberingen                                 |
| 5 oktober 1943    | Leo Schwarzschild                                   | afdelingshef                    |                                |                                             |
| 14 oktober 1943   | Jacob Barend                                        | schoenmaker                     |                                | Kommando Venlo                              |
| 18 oktober 1943   | Abraham Polak                                       | winkelier                       |                                | ontberingen                                 |
| 19 oktober 1943   | Isaac Jacobsen                                      | administrateur                  |                                | "beim Fluchtversuch erschossen'             |
| 20 oktober 1943   | Bartholomeus Wagemaker                              | kantoorbediende                 |                                | ontberingen                                 |
| 23 oktober 1943   | Jacob van der Schans                                | havenarbeider                   |                                | ontberingen                                 |
| 31 oktober 1943   | Jetta Cohen-Kan                                     |                                 |                                |                                             |
| 4 november 1943   | Harry Levy                                          | koopman                         |                                | ontberingen                                 |
| 4 november 1943   | Meijer Mendel                                       | caféhouder                      |                                | ontberingen                                 |
| 7 november 1943   | Therese Weile-Fröhlich                              |                                 |                                | ontberingen                                 |
| 19 november 1943  | Abraham Jacobson                                    |                                 |                                | gefusilleerd                                |
| 20 november 1943  | Johannes Hendrikus Scholten                         | melkhandelaar                   |                                | "beim Fluchtversuch erschossen'             |
| 22 november 1943  | Franciscus Hubertus Antonius Henderson              | fabrieksopzichter               |                                |                                             |
| 29 november 1943  | Anna Margaretha Fennema                             | boekhoudster                    |                                |                                             |
| 4 december 1943   | Julius Meijer                                       | vertegenwoordiger               |                                | tijdens dwangarbeid doodgeschoten           |
| 9 december 1943   | Emilie Emma Wertheim                                | secretaresse                    |                                | ontberingen                                 |
| 20 december 1943  | Gerardus Adrianus Eijgendaal                        | wagenverhuurder                 |                                |                                             |
| 23 december 1943  | Johannes Berlage                                    | jurist                          | Vrij Nederland                 | schotwond bij arrestatie                    |

### Slachtoffers 1944
| Datum             | Naam                                       | Beroep / achtergrond                                 | Verzetsgroep levensovertuiging                                           | Doodsoorzaak                              |
| ----------------- | ------------------------------------------ | ---------------------------------------------------- | ------------------------------------------------------------------------ | ----------------------------------------- |
| 1 januari 1944    | Corstiaan den Boer                         | vrachtrijder                                         |                                                                          |                                           |
| 16 januari 1944   | Helena Bagmeijer-Krant                     |                                                      |                                                                          | bunkerdrama                               |
| 16 januari 1944   | Nelly Adrisna Jeannette de Bode            | arbeidscontractante G.A.B.                           |                                                                          | bunkerdrama                               |
| 16 januari 1944   | Maartje den Braber                         |                                                      |                                                                          | bunkerdrama                               |
| 16 januari 1944   | Lamberta Antonia Maria Buiteman-Huijsmans  |                                                      |                                                                          | bunkerdrama                               |
| 16 januari 1944   | Anna Maria Frederika Gooszen               | verpleegster                                         |                                                                          | bunkerdrama                               |
| 16 januari 1944   | Mina Hartogs-Samson                        | verpleegster                                         |                                                                          | bunkerdrama                               |
| 16 januari 1944   | Johanna Catharina Adriana van den Hoek     | boekhoudster                                         |                                                                          | bunkerdrama                               |
| 16 januari 1944   | Lammerdina Elisabeth Holst                 | kinderverpleegster                                   |                                                                          | bunkerdrama                               |
| 16 januari 1944   | Antoinette Alegonda Janssen                | serveerster                                          |                                                                          | bunkerdrama                               |
| 16 januari 1944   | Huiberdina Adriana Witte-Verhagen          |                                                      |                                                                          | bunkerdrama                               |
| 22 januari 1944   | Andries Maarssen                           | schillenophaler                                      |                                                                          |                                           |
| 24 januari 1944   | Hermanus Bernardus Richard Tilburg         | diamantslijper                                       |                                                                          |                                           |
| 24 januari 1944   | Barteld Woldendorp                         | caféhouder                                           |                                                                          |                                           |
| 25 januari 1944   | Lodewijk Lourentius Henning                | zeeman                                               | CPN                                                                      |                                           |
| 25 januari 1944   | Dirk van der Velden                        | machinebankwerker                                    |                                                                          |                                           |
| 26 januari 1944   | Hendrikus Johannes Wilkens                 | los arbeider                                         |                                                                          | "beim Fluchtversuch erschossen'           |
| 28 januari 1944   | Johanna Wilhelmina Langelaan               | winkelierster                                        |                                                                          | ontberingen                               |
| 28 januari 1944   | Francis Petrus Maria Strik                 | distributieambtenaar                                 |                                                                          | "beim Fluchtversuch erschossen'           |
| 13 februari 1944  | Petronella Cornelia Bergh                  | hulp in de huishouding                               |                                                                          |                                           |
| 12 maart 1944     | Cornelis Jan Mol                           | winkelier te Spijkenisse                             | gijzelaar na doodschieten NSB-opperwachtmeester door Spijkenisser Verzet |                                           |
| 16 maart 1944     | Nicolaas Aafjes                            | los arbeider                                         |                                                                          |                                           |
| 21 maart 1944     | Brugt Frossink                             | transportarbeider                                    |                                                                          |                                           |
| 7 april 1944      | Cornelis Johannes Drenth                   |                                                      |                                                                          |                                           |
| 13 april 1944     | Cornelis Pieter Blinkhof                   | bedrijfsassistent                                    |                                                                          |                                           |
| 11 mei 1944       | Cornelis Fieret                            |                                                      | Jehova's getuige                                                         | ontberingen                               |
| 25 mei 1944       | Emma Leijen-Kalus                          |                                                      |                                                                          | ontberingen                               |
| 26 mei 1944       | Sipke Tiekstra                             | machinist zuivelfabriek                              |                                                                          |                                           |
| 26 mei 1944       | Jan Ludwig                                 | garagehouder                                         | verzetsstrijder                                                          | gefusilleerd                              |
| 2 juni 1944       | Douwe de Boer                              | postbode                                             | verzetsstrijder                                                          |                                           |
| 5 juni 1944       | Barend Jan Aalders                         | belastingambtenaar                                   | LO                                                                       | gefusilleerd                              |
| 7 juni 1944       | Gerrit van Heeringen                       | expediteur                                           |                                                                          | ontberingen                               |
| 19 juni 1944      | Albert Arp                                 | marechaussee                                         |                                                                          | gefusilleerd                              |
| 19 juni 1944      | Ane Fokkens                                | marechaussee                                         | LO                                                                       | gefusilleerd                              |
| 19 juni 1944      | Johannes Leendert Gee                      | marechaussee                                         | LO                                                                       |                                           |
| 19 juni 1944      | Jacobus Gerard Zondervan                   | marechaussee                                         |                                                                          | gefusilleerd                              |
| 19 juni 1944      | Jan Zuidema                                | marechaussee                                         |                                                                          | gefusilleerd                              |
| 20 juni 1944      | Hendrik Veldhuis                           | drukker                                              | Trouw                                                                    | schotwond bij arrestatie                  |
| 27 juni 1944      | Neeltje Carolina Cornelia Leede-Rutgers    |                                                      |                                                                          | verdrinking bij vluchtpoging              |
| 12 juli 1944      | Johannes Franciscus Maria Roovers          | reclametekenaar                                      | Oranje Garde                                                             | gefusilleerd                              |
| 13 juli 1944      | Johannes Josephus Buitenen                 | gemeenteambtenaar                                    |                                                                          | gefusilleerd                              |
| 17 juli 1944      | Dirk Stelling                              | timmerman                                            | CPN                                                                      | ontberingen                               |
| 21 juli 1944      | Johannes Hendrikus Evers                   | garagehouder                                         | Vrij Nederland                                                           | gefusilleerd                              |
| 21 juli 1944      | Antonius Johannes Kuerten                  | machinebankwerker                                    | KP                                                                       | gefusilleerd                              |
| 21 juli 1944      | Jean Maurice Muller                        | kantoorbediende                                      |                                                                          | gefusilleerd                              |
| 23 juli 1944      | Willem van der Burgh                       | politieagent                                         | CPN                                                                      | gefusilleerd                              |
| 23 juli 1944      | Jan Postma                                 | tekenaar                                             | CPN                                                                      | gefusilleerd                              |
| 25 juli 1944      | Albert Huisman                             | kolenhandelaar                                       | CPN                                                                      | gefusilleerd                              |
| 25 juli 1944      | Josephus Swolfs                            | laborant                                             | CPN                                                                      | gefusilleerd                              |
| 27 juli 1944      | Klaas Roelof Woltjer                       | directeur Arbeidsbureau                              |                                                                          | schotwond door neerschieten na arrestatie |
| 29 juli 1944      | Jacob Advokaat                             | ambtenaar PTT                                        |                                                                          | gefusilleerd                              |
| 29 juli 1944      | Jan Borsboom                               | machinebankwerker                                    |                                                                          | gefusilleerd                              |
| 29 juli 1944      | Gijsbert Graafland                         | politieagent                                         |                                                                          |                                           |
| 29 juli 1944      | Jan Hak                                    | student                                              |                                                                          | gefusilleerd                              |
| 29 juli 1944      | John Hakker                                | inkoper elektrische materialen                       |                                                                          | gefusilleerd                              |
| 29 juli 1944      | Lodewijk Marinus Knaud                     | ambtenaar                                            |                                                                          | gefusilleerd                              |
| 29 juli 1944      | Willem Johan Koene                         | student                                              | KP                                                                       | gefusilleerd                              |
| 29 juli 1944      | Eustacius Adrianus Kortbeek                | student                                              | KP                                                                       | gefusilleerd                              |
| 29 juli 1944      | Simon Lindhout                             |                                                      |                                                                          | gefusilleerd                              |
| 29 juli 1944      | Marius Nederveen                           | vlasbewerker                                         | Trouw                                                                    | gefusilleerd                              |
| 29 juli 1944      | Johannes Marinus Pické                     | student                                              |                                                                          | gefusilleerd                              |
| 29 juli 1944      | Nico Hans Roelink                          | student                                              | KP                                                                       | gefusilleerd                              |
| 29 juli 1944      | Johannes Jacobus Schmidt                   | boekdrukker                                          |                                                                          | gefusilleerd                              |
| 29 juli 1944      | Petrus van der Smit                        | musicus                                              | CPN                                                                      | gefusilleerd                              |
| 29 juli 1944      | Wybe Jan Hendrik Steenhuis                 |                                                      | KP                                                                       | gefusilleerd                              |
| 2 augustus 1944   | Maarten Jurriaan van der Wolf              | marechaussee                                         | Trouw                                                                    | gefusilleerd                              |
| 4 augustus 1944   | Hermanus Henriens Josephus Alers           | ambtenaar bevolkingsregister                         |                                                                          | gefusilleerd                              |
| 4 augustus 1944   | Jan Martin Bakker                          | kantoorbediende                                      | LO                                                                       | gefusilleerd                              |
| 4 augustus 1944   | Andreas Johannes Balvers                   | ambtenaar bevolkingsregister                         |                                                                          | gefusilleerd                              |
| 4 augustus 1944   | Teunis van de Bunt                         | gemeenteambtenaar                                    |                                                                          | gefusilleerd                              |
| 4 augustus 1944   | Johannes Cornelis de Ket                   | kantoorbediende                                      |                                                                          | gefusilleerd                              |
| 4 augustus 1944   | André Marie Dorotheus de Kok               | ambtenaar bevolkingsregister                         |                                                                          | gefusilleerd                              |
| 4 augustus 1944   | Pieter Hermanus Landweer                   | chef bevolkingsregister                              |                                                                          | gefusilleerd                              |
| 4 augustus 1944   | Boudewijn Dirk Leenheer                    | ambtenaar bevolkingsregister                         |                                                                          | gefusilleerd                              |
| 4 augustus 1944   | Rijklof Johannes van der Ploeg             | kantoorbediende                                      | LO                                                                       | gefusilleerd                              |
| 4 augustus 1944   | Antonie Sjakes                             | student                                              | LO                                                                       | gefusilleerd                              |
| 9 augustus 1944   | Rudolf Marie van Baarle                    | student                                              | Trouw                                                                    | gefusilleerd                              |
| 9 augustus 1944   | Louis Cornelis Dijkman                     | advocaat                                             | Trouw                                                                    | gefusilleerd                              |
| 9 augustus 1944   | Lodewijk van Duuren                        | student                                              | Trouw                                                                    | gefusilleerd                              |
| 9 augustus 1944   | Pieter Fleurke                             | zeepfabrikant                                        | Trouw                                                                    | gefusilleerd                              |
| 9 augustus 1944   | Henricus Johannes Maria van Gestel         | machinebankwerker                                    |                                                                          | gefusilleerd                              |
| 9 augustus 1944   | Aart Anthonie van Heijst                   | landbouwer                                           |                                                                          | gefusilleerd                              |
| 9 augustus 1944   | Johannes Jacobus Hendrikus Heurkens        | gemeentesecretaris                                   | LO                                                                       | gefusilleerd                              |
| 9 augustus 1944   | Hendrik van Hoeven                         | constructietekenaar                                  | LO                                                                       | gefusilleerd                              |
| 9 augustus 1944   | Reinder Lodewijk Keizer                    | winkelbediende                                       |                                                                          | gefusilleerd                              |
| 9 augustus 1944   | Hendrikus Klein                            | politieagent                                         |                                                                          | gefusilleerd                              |
| 9 augustus 1944   | Arie de Koning                             | landbouwer                                           | KP                                                                       | gefusilleerd                              |
| 9 augustus 1944   | Huibrecht de Koning                        | landbouwer                                           | KP                                                                       | gefusilleerd                              |
| 9 augustus 1944   | Abraham Johan van Kuil                     | lood- en zinkwerker                                  |                                                                          | gefusilleerd                              |
| 9 augustus 1944   | Johannes Reinier de Mildt                  | ambtenaar                                            | Trouw                                                                    | gefusilleerd                              |
| 9 augustus 1944   | Willem Santema                             | elektrotechnisch installateur                        | Trouw                                                                    | gefusilleerd                              |
| 9 augustus 1944   | Theodorus van Schijndel                    | landbouwer                                           | KP                                                                       | gefusilleerd                              |
| 9 augustus 1944   | Franciscus Johannes Schoenmakers           | chauffeur                                            | LO                                                                       | gefusilleerd                              |
| 9 augustus 1944   | Jacob Stigter                              | tuinarbeider                                         | KP                                                                       | gefusilleerd                              |
| 9 augustus 1944   | Douwe Werkman                              | boekhandelaar                                        | Trouw                                                                    | gefusilleerd                              |
| 10 augustus 1944  | Steven Bastiaans                           |                                                      |                                                                          | gefusilleerd                              |
| 10 augustus 1944  | Marinus van Dijk                           | boekdrukker                                          | Trouw                                                                    | gefusilleerd                              |
| 10 augustus 1944  | Dionysius Jacob den Engelsen               | manufacturier                                        | Trouw                                                                    | gefusilleerd                              |
| 10 augustus 1944  | Petrus Johannes Gils                       | militair                                             | Vrij Nederland                                                           | gefusilleerd                              |
| 10 augustus 1944  | Cornelis de Graaff                         | huisschilder                                         | Trouw                                                                    | gefusilleerd                              |
| 10 augustus 1944  | Johannes Hagedoorn                         | kantoorbediende                                      | Trouw                                                                    | gefusilleerd                              |
| 10 augustus 1944  | Jan Gerhard van der Laan                   |                                                      | Trouw                                                                    | gefusilleerd                              |
| 10 augustus 1944  | Arthur Viktor Martens                      | magazijnbediende                                     | Trouw                                                                    | gefusilleerd                              |
| 10 augustus 1944  | Hermanus Willem Mooij                      | machinist                                            | Trouw                                                                    | gefusilleerd                              |
| 10 augustus 1944  | Theodoor Mooij                             | laborant                                             | Trouw                                                                    | gefusilleerd                              |
| 10 augustus 1944  | Joseph Marie van de Mortel                 | gemeenteambtenaar                                    | Trouw                                                                    | gefusilleerd                              |
| 10 augustus 1944  | Jan Nauta                                  | onderwijzer B.L.O.                                   | Trouw                                                                    | gefusilleerd                              |
| 10 augustus 1944  | Everhardus Overeem                         | boekdrukker                                          | Trouw                                                                    | gefusilleerd                              |
| 10 augustus 1944  | Jan William Hendrik Penning                | werktuigkundig Ingenieur                             |                                                                          | gefusilleerd                              |
| 10 augustus 1944  | Johannes Herman Spits                      | student                                              | Trouw                                                                    | gefusilleerd                              |
| 10 augustus 1944  | Hendrik Uittien                            | leraar                                               | Trouw                                                                    | gefusilleerd                              |
| 10 augustus 1944  | Friedrich Machiel Vogel                    | koopman in vlas en graan                             | Trouw                                                                    | gefusilleerd                              |
| 11 augustus 1944  | Gerardus Aloysius Averdieck                | pater                                                |                                                                          | gefusilleerd                              |
| 11 augustus 1944  | Joseph Andreas Joannes Maria van Bebber    | ambtenaar                                            |                                                                          | gefusilleerd                              |
| 11 augustus 1944  | Sytze Roelof Beinema                       | technisch opzichter                                  | LO / Zeemanspot                                                          | gefusilleerd                              |
| 11 augustus 1944  | Abraham van den Bos                        | onderwijzer                                          |                                                                          | gefusilleerd                              |
| 11 augustus 1944  | Henricus Joannes van Dijk                  | afdelingschef schoenfabriek                          |                                                                          | gefusilleerd                              |
| 11 augustus 1944  | Johan Joseph Dor                           | opzichter                                            |                                                                          | gefusilleerd                              |
| 11 augustus 1944  | Johannes Gerardus van Es                   | handschoensnijder                                    |                                                                          | gefusilleerd                              |
| 11 augustus 1944  | Theodorus van Es                           | schoenmaker                                          |                                                                          | gefusilleerd                              |
| 11 augustus 1944  | Josephus Franciscus Dominicus van Gool     | vertegenwoordiger                                    |                                                                          | gefusilleerd                              |
| 11 augustus 1944  | André Lanbert Henri Marie Gubbels          | student                                              | Je Maintiendrai                                                          | gefusilleerd                              |
| 11 augustus 1944  | Johan Philip Heederik                      | koopman                                              |                                                                          | gefusilleerd                              |
| 11 augustus 1944  | Cornelis Joannes Henricus Hoeckel          | arts                                                 | Trouw                                                                    | gefusilleerd                              |
| 11 augustus 1944  | Adriaan Hoeks                              | landbouwer                                           |                                                                          | gefusilleerd                              |
| 11 augustus 1944  | Petrus Johannes Hoeks                      | landbouwer                                           |                                                                          | gefusilleerd                              |
| 11 augustus 1944  | Jacobus Everhardus Janssen                 | filiaalhouder kruideniersketen                       |                                                                          | gefusilleerd                              |
| 11 augustus 1944  | Hermanus Jeurissen                         | tuinder                                              |                                                                          | gefusilleerd                              |
| 11 augustus 1944  | Marius de Langen                           | vertegenwoordiger                                    |                                                                          | gefusilleerd                              |
| 11 augustus 1944  | Johannes Antonius Linders                  | kapelaan                                             |                                                                          | gefusilleerd                              |
| 11 augustus 1944  | Elise Adrianus Loon                        | ambtenaar G.A.B.                                     |                                                                          | gefusilleerd                              |
| 11 augustus 1944  | Cornelis Klaas Noordermeer                 | marechaussee                                         | KP                                                                       | gefusilleerd                              |
| 11 augustus 1944  | Nicolaas Cornelis van Oosterhout           | beroepsonderofficier                                 |                                                                          | gefusilleerd                              |
| 11 augustus 1944  | Dirk Willem van Ouwerkerk                  | bedrijfsleider                                       | LO                                                                       |                                           |
| 11 augustus 1944  | Pieter Cornelis Quant                      | ambtenaar Provinciale Waterstaat                     |                                                                          | gefusilleerd                              |
| 11 augustus 1944  | Hendrikus Rodenburg                        | ambtenaar GAB                                        |                                                                          | gefusilleerd                              |
| 11 augustus 1944  | Adrianus Petrus Scheltus                   | burgemeester van Sint-Michielsgestel                 |                                                                          | gefusilleerd                              |
| 11 augustus 1944  | Bernardus Rudolf Augustinus Schippers      | bedrijfsleider                                       | KP                                                                       | gefusilleerd                              |
| 11 augustus 1944  | Jacob Anne Schotel                         | reclame-adviseur                                     | LO                                                                       | gefusilleerd                              |
| 11 augustus 1944  | Lucas Spoor                                | monteur                                              | CPN                                                                      | gefusilleerd                              |
| 11 augustus 1944  | Marcel Elbert Jozef-Marie Stoffels         | kantoorbediende                                      | OD                                                                       | gefusilleerd                              |
| 11 augustus 1944  | Johannes Valentijn Tas                     | hoofdinspecteur van politie                          |                                                                          | gefusilleerd                              |
| 11 augustus 1944  | Antonius Everhardus van Uem                | landbouwer                                           |                                                                          | gefusilleerd                              |
| 11 augustus 1944  | Hendricus Wegeling                         | drukker                                              | Trouw                                                                    | gefusilleerd                              |
| 11 augustus 1944  | Gerardus Martinus Renier Werson            | student                                              |                                                                          | gefusilleerd                              |
| 11 augustus 1944  | Johan Gerard Westerweel                    | hoofd van lagere school                              |                                                                          | gefusilleerd                              |
| 15 augustus 1944  | Gerrit Bosman                              | loopknecht                                           |                                                                          | gefusilleerd                              |
| 18 augustus 1944  | Adriaan Berghuijs                          | calculator                                           |                                                                          | gefusilleerd                              |
| 18 augustus 1944  | Dirk Boonstra                              | bediende                                             | Nulgroep                                                                 | gefusilleerd                              |
| 18 augustus 1944  | Uilke Boonstra                             | architect                                            | LO-LKP                                                                   | gefusilleerd                              |
| 18 augustus 1944  | Constant Willem Coolsma                    | ambtenaar bij politie                                |                                                                          | gefusilleerd                              |
| 18 augustus 1944  | Thijs Gerardus Drupsteen                   | gemeenteambtenaar                                    | Trouw                                                                    | gefusilleerd                              |
| 18 augustus 1944  | Jan Evenhuis                               | belastingambtenaar                                   | Nationaal Steun Fonds                                                    | gefusilleerd                              |
| 18 augustus 1944  | Klaas Erik Fokma                           | student in Delft                                     |                                                                          |                                           |
| 18 augustus 1944  | Hendrik Sijbe van der Galiën               | opperwachtmeester                                    |                                                                          | gefusilleerd                              |
| 18 augustus 1944  | Bernardus ten Hulscher                     | provincieambtenaar                                   | LO                                                                       | gefusilleerd                              |
| 18 augustus 1944  | Hendrik Jakob Lever jr.                    | magazijnbediende                                     | KP                                                                       | gefusilleerd                              |
| 18 augustus 1944  | Bernard Guillaume Hubert Melot             | dir. Gem. Dienst Sociale Zaken                       |                                                                          | gefusilleerd                              |
| 18 augustus 1944  | Pieter Reitsma                             | veehouder                                            | LO                                                                       | gefusilleerd                              |
| 18 augustus 1944  | Lucas Sijtsma                              | vertegenwoordiger houthandel                         | LO                                                                       | gefusilleerd                              |
| 18 augustus 1944  | Bernardus de Vries                         | marechaussee                                         | KP                                                                       | gefusilleerd                              |
| 19 augustus 1944  | Henricus Marinus Johannes Aarts            | politieagent                                         |                                                                          | gefusilleerd                              |
| 19 augustus 1944  | Willem Frederik Andriessen                 | militair KNIL                                        | Knokploeg De Margriet                                                    | gefusilleerd                              |
| 19 augustus 1944  | Marinus Gerardus van Bruggen               | chemicus                                             |                                                                          | gefusilleerd                              |
| 19 augustus 1944  | Jan Willem Brunnekreef                     | typograaf                                            |                                                                          |                                           |
| 19 augustus 1944  | Adrianus Johannes Dahmen                   | koopman in elektrische artikelen                     |                                                                          | gefusilleerd                              |
| 19 augustus 1944  | Petrus Jacobus Haagen                      | fabrieksarbeider                                     | KP                                                                       | gefusilleerd                              |
| 19 augustus 1944  | Jacobus Arnoldus Kruijssen                 | koopman                                              | KP                                                                       | gefusilleerd                              |
| 19 augustus 1944  | Johannes Franciscus Chrisostinus Linthorst | fabrikant                                            | RVV                                                                      | gefusilleerd                              |
| 19 augustus 1944  | Christianus Petrus Hendrikus Smits         | gemeenteambtenaar                                    | KP                                                                       | gefusilleerd                              |
| 19 augustus 1944  | Gerard Antoon Smulders                     | landbouwer                                           | LO                                                                       | gefusilleerd                              |
| 19 augustus 1944  | Adriaan Stierman                           | bouwkundig tekenaar                                  |                                                                          | gefusilleerd                              |
| 19 augustus 1944  | Petrus Theodorus Swinkels                  | slager                                               | KP                                                                       | gefusilleerd                              |
| 22 augustus 1944  | Johannes Adrianus van Benthem              | bediende boekhandel                                  | K-groep                                                                  | gefusilleerd                              |
| 22 augustus 1944  | Reint Albartus Dijkema                     | student                                              | Trouw                                                                    | gefusilleerd                              |
| 22 augustus 1944  | Auke Hendrik Dijkstra                      | handelsreiziger bouwmaterialen                       | KP                                                                       | gefusilleerd                              |
| 22 augustus 1944  | Fredrikus Berend Eijsink                   |                                                      | K-groep                                                                  | gefusilleerd                              |
| 22 augustus 1944  | Johannes Hendrikus Antonius Gerhardus Gort | politieagent                                         |                                                                          | gefusilleerd                              |
| 22 augustus 1944  | Harm Heijes                                | houtwarenfabrikant                                   | OD                                                                       | gefusilleerd                              |
| 22 augustus 1944  | Berend Hendriks                            | violist                                              | Trouw                                                                    | gefusilleerd                              |
| 22 augustus 1944  | Andries Joustra                            | boerenarbeider                                       | Vrij Nederland                                                           | gefusilleerd                              |
| 22 augustus 1944  | Kornelis Kraal                             | vertegenwoordiger                                    |                                                                          | gefusilleerd                              |
| 22 augustus 1944  | Hielke Lijn                                | marechaussee                                         |                                                                          | gefusilleerd                              |
| 22 augustus 1944  | Klaas Nieboer                              | kantoorbediende                                      |                                                                          | gefusilleerd                              |
| 22 augustus 1944  | Albert Oosting                             | gemeenteambtenaar                                    |                                                                          | gefusilleerd                              |
| 22 augustus 1944  | Johannes Marinus van der Poel              | Indische landbouw deskundige                         | K-Groep                                                                  | gefusilleerd                              |
| 22 augustus 1944  | Petrus Gerardus Henricus Schlaman          | politieagent                                         | K-Groep                                                                  | gefusilleerd                              |
| 22 augustus 1944  | Hein Schukken                              | veehouder                                            |                                                                          | gefusilleerd                              |
| 22 augustus 1944  | Schelto Slotema                            |                                                      | K-Groep                                                                  | gefusilleerd                              |
| 22 augustus 1944  | Cornelis Enno Smith                        | schilder                                             | K-Groep                                                                  | gefusilleerd                              |
| 22 augustus 1944  | Eemke van der Veen                         | gemeenteambtenaar                                    |                                                                          | gefusilleerd                              |
| 22 augustus 1944  | Hubertus Jacobus Emmanuel Verheul          | ambtenaar P.T.T.                                     | K-groep                                                                  | gefusilleerd                              |
| 22 augustus 1944  | Sipke Visser                               | distributieambtenaar                                 | MLL-front                                                                | gefusilleerd                              |
| 22 augustus 1944  | Gerke de Vries                             | kantoorbediende                                      | K-Groep                                                                  | gefusilleerd                              |
| 22 augustus 1944  | Hessel van der Zee                         | ambtenaar                                            | K-Groep                                                                  | gefusilleerd                              |
| 23 augustus 1944  | Wilhelm Christiaan Böhler                  | politieagent                                         |                                                                          | gefusilleerd                              |
| 28 augustus 1944  | Albert Steen                               | politieagent                                         | K-Groep                                                                  | gefusilleerd                              |
| 30 augustus 1944  | Cornelis van Bergeijk                      | student                                              | Studenten Contact                                                        | gefusilleerd                              |
| 30 augustus 1944  | Johannes Berlijn                           | handelaar in chemicaliën                             | LO                                                                       | gefusilleerd                              |
| 30 augustus 1944  | Johannes Maarten van Dam                   | kantoorbediende                                      |                                                                          | gefusilleerd                              |
| 30 augustus 1944  | Jacobus Groeneveld                         | directeur Distributiedienst                          |                                                                          | gefusilleerd                              |
| 30 augustus 1944  | Albertus Johannes Antonius Haverkort       | handelsreiziger                                      |                                                                          | gefusilleerd                              |
| 30 augustus 1944  | Ferdinand Albert Hendriks                  | mechanicus                                           |                                                                          | gefusilleerd                              |
| 30 augustus 1944  | Johannes Louis Hesselberg                  | student                                              | Studenten Contact                                                        | gefusilleerd                              |
| 30 augustus 1944  | Jan Willem Hoornenborg                     | hoofdonderwijzer                                     | LO                                                                       | gefusilleerd                              |
| 30 augustus 1944  | Rinze Koopmans                             | koopman                                              | Nationaal Comité                                                         | gefusilleerd                              |
| 30 augustus 1944  | Edward Sydney Levinson                     |                                                      |                                                                          | gefusilleerd                              |
| 30 augustus 1944  | Maarten de Man                             | broodbakker                                          |                                                                          | gefusilleerd                              |
| 30 augustus 1944  | Hendrikus Cornelis Bernard Miltenburg      | adjunctinspecteur politie                            | LO                                                                       | gefusilleerd                              |
| 30 augustus 1944  | Willem de Nie                              | student                                              | LO                                                                       | gefusilleerd                              |
| 30 augustus 1944  | Abraham Nobels                             | machinebankwerker                                    | Trouw                                                                    | gefusilleerd                              |
| 30 augustus 1944  | Mattheus Roelof van Ouwerkerk              | ambtenaar Distributiedienst                          | CPN                                                                      | gefusilleerd                              |
| 30 augustus 1944  | Klaas Sixma                                | assistentbedrijfsleider                              |                                                                          | gefusilleerd                              |
| 30 augustus 1944  | Huibrecht Valster                          | kantoorbediende                                      |                                                                          | gefusilleerd                              |
| 30 augustus 1944  | Adriaan Vogel                              | kapitein binnenvaart                                 |                                                                          | gefusilleerd                              |
| 30 augustus 1944  | Gerrit Cornelis de Waard                   | kantoorbediende                                      | LO                                                                       | gefusilleerd                              |
| 30 augustus 1944  | Karel van Zalen                            | plaatsvervangend hoofd sociale afdeling havenbedrijf | LO                                                                       | gefusilleerd                              |
| 30 augustus 1944  | Arie Jan Jacob Zegers                      | gemeenteambtenaar                                    |                                                                          | gefusilleerd                              |
| 3 september 1944  | Frans Christiaan Fehres                    | student                                              | KP                                                                       | gefusilleerd                              |
| 3 september 1944  | Jan Herberts                               | scholier                                             |                                                                          | gefusilleerd                              |
| 4 september 1944  | Gerrit Cornelis Sibertus Achterberg        | trambestuurder                                       |                                                                          | gefusilleerd                              |
| 4 september 1944  | Dirk Johan Beumer                          | boekdrukker                                          |                                                                          |                                           |
| 4 september 1944  | Pieter Gilles Blaauw                       | student                                              | LO                                                                       | gefusilleerd                              |
| 4 september 1944  | Maurits Vigeveno Blankenzee                | koopman                                              |                                                                          | gefusilleerd                              |
| 4 september 1944  | Christiaan Jacob Boer                      | bakker                                               | CPN                                                                      | gefusilleerd                              |
| 4 september 1944  | George Maria Bomert                        | student                                              |                                                                          | gefusilleerd                              |
| 4 september 1944  | Hendrik Brouwer                            | carrosserieschilder                                  | KP                                                                       | gefusilleerd                              |
| 4 september 1944  | Leonardus Josephus Maria Coppes            | controleur                                           | LO                                                                       | gefusilleerd                              |
| 4 september 1944  | Anthonius Gerardus Johannes Elskamp        | ambtenaar                                            |                                                                          | gefusilleerd                              |
| 4 september 1944  | Christiaan Course Flemming                 | student                                              | LO                                                                       | gefusilleerd                              |
| 4 september 1944  | Frederik Willem Franx                      | ambtenaar                                            | LO                                                                       | gefusilleerd                              |
| 4 september 1944  | Joan Gelderman                             | advocaat en procureur                                | OD                                                                       | gefusilleerd                              |
| 4 september 1944  | Wiebe Geskus                               | handbankwerker                                       | LO                                                                       | gefusilleerd                              |
| 4 september 1944  | Bernardus Goedendorp                       | notarisklerk                                         | LO                                                                       | gefusilleerd                              |
| 4 september 1944  | Jacob Goedendorp                           | sigarenwinkelier                                     | LO                                                                       | gefusilleerd                              |
| 4 september 1944  | Koert Bruno Maria Haaren                   | student                                              |                                                                          | gefusilleerd                              |
| 4 september 1944  | Laurens Harmsen                            | reiziger                                             | CPN                                                                      | gefusilleerd                              |
| 4 september 1944  | Albert Theodoor Jan Maria van der Heijden  | vertegenwoordiger                                    | OD                                                                       | gefusilleerd                              |
| 4 september 1944  | Jacob Leendert van Helden                  | vertegenwoordiger                                    | LO                                                                       | gefusilleerd                              |
| 4 september 1944  | Johannes Hessels                           | koopman                                              |                                                                          | gefusilleerd                              |
| 4 september 1944  | Jan Michiel Hillenius                      | student                                              | CPN                                                                      | gefusilleerd                              |
| 4 september 1944  | Johannes Holsbergen                        | politieagent                                         |                                                                          | gefusilleerd                              |
| 4 september 1944  | Izaak van der Horst                        | notarisklerk                                         | LO                                                                       | gefusilleerd                              |
| 4 september 1944  | Frank van Hulsentop                        | assistentcontroleur                                  | OD                                                                       | gefusilleerd                              |
| 4 september 1944  | Fekko Hendriks Koerts van Ingen            | reclamechef arbeiderspers                            |                                                                          |                                           |
| 4 september 1944  | Gerardus Wilhelmus Johannes Jordense       | adspirantrechercheur N.S.                            |                                                                          | gefusilleerd                              |
| 4 september 1944  | Wilhelmus Johannes Koenen                  | elektromonteur                                       | Vrij Nederland                                                           | gefusilleerd                              |
| 4 september 1944  | Adriaan Jan Willem Koopman                 | grossier                                             | CPN / Voor God en de Koning                                              | gefusilleerd                              |
| 4 september 1944  | Pieter Jan Hendrik Krol                    | student                                              |                                                                          | gefusilleerd                              |
| 4 september 1944  | Johannes Krul                              | timmerman                                            |                                                                          | gefusilleerd                              |
| 4 september 1944  | Jacques Antoine Marie Lemmen               | commissionnair in effecten                           | Voor God en de Koning                                                    | gefusilleerd                              |
| 4 september 1944  | Johannes Josephus Limburg                  | werktuigkundige                                      |                                                                          | gefusilleerd                              |
| 4 september 1944  | Bernardus Min                              | walsmachinist                                        |                                                                          | gefusilleerd                              |
| 4 september 1944  | Fransciscus Cornelis Paulus Mol            | ambtenaar                                            | Voor God en den Koning                                                   | gefusilleerd                              |
| 4 september 1944  | Johannes Hermanus Antonius Mulders         | student                                              |                                                                          | gefusilleerd                              |
| 4 september 1944  | Gerrit Jan Muller                          | student in Delft                                     |                                                                          | gefusilleerd                              |
| 4 september 1944  | Henri Nahuijsen                            | militair                                             | Voor God en de Koning                                                    | gefusilleerd                              |
| 4 september 1944  | Jan Nannings                               | meteropnemer                                         |                                                                          | gefusilleerd                              |
| 4 september 1944  | Theodorus Hendricus Adrianus Nieuwendijk   | directeur melkfabriek                                |                                                                          | gefusilleerd                              |
| 4 september 1944  | Wilhelmus Johannes Jacobus Oort            | marinier                                             |                                                                          | gefusilleerd                              |
| 4 september 1944  | Bertus van Oort                            | bode                                                 |                                                                          | gefusilleerd                              |
| 4 september 1944  | Hendrik Jan Wilhelm Oudewaal               | elektrotechnicus                                     |                                                                          | gefusilleerd                              |
| 4 september 1944  | Joris Daniël Pronk                         | slager                                               |                                                                          | gefusilleerd                              |
| 4 september 1944  | H. Rieling                                 |                                                      | Trouw                                                                    | gefusilleerd                              |
| 4 september 1944  | Hidde Jan Rijkeboer                        | onderwijzer                                          | LO                                                                       | gefusilleerd                              |
| 4 september 1944  | Marinus Jacobus Schoonbeek                 | marechaussee                                         |                                                                          | gefusilleerd                              |
| 4 september 1944  | Willem Jacobus Sparenburg                  | ambtenaar                                            | CPN                                                                      | gefusilleerd                              |
| 4 september 1944  | Marinus Spillenaar Bilgen                  | papierfabrikant                                      | Trouw                                                                    | gefusilleerd                              |
| 4 september 1944  | Theodorus Petrus Jacobus Steijaart         | slager                                               | LO                                                                       | gefusilleerd                              |
| 4 september 1944  | Poppe Stienstra                            | horlogemaker                                         |                                                                          | gefusilleerd                              |
| 4 september 1944  | Arend Talens                               | schipper                                             |                                                                          | gefusilleerd                              |
| 4 september 1944  | Louis Gérard de Val                        | student                                              | Voor God en de Koning                                                    | gefusilleerd                              |
| 4 september 1944  | Leendert Marinus Valstar                   | tuinder                                              | KP                                                                       | gefusilleerd                              |
| 4 september 1944  | Johannes de Vente                          | metaalbankwerker                                     | KP                                                                       | gefusilleerd                              |
| 4 september 1944  | Leo Eliza Voogd                            | Arbeidscontroleur Rijkskolenbureau                   | LO                                                                       | gefusilleerd                              |
| 4 september 1944  | Cornelis van Vugt                          | werkman artillerie inrichting Hembrug                | PBC                                                                      | gefusilleerd                              |
| 4 september 1944  | Johan Albert Weijgers                      | student                                              |                                                                          | gefusilleerd                              |
| 4 september 1944  | Henricus Petrus Wennubst                   | student                                              |                                                                          | gefusilleerd                              |
| 4 september 1944  | Marinus Westerbeek                         | assistentaccountant                                  | LO                                                                       | gefusilleerd                              |
| 4 september 1944  | Hendrik August van Wilgenburg              | behanger en stoffeerder                              | LO                                                                       | gefusilleerd                              |
| 4 september 1944  | Gerrit Wissink                             | typograaf                                            |                                                                          | gefusilleerd                              |
| 4 september 1944  | Wijtze Woudsma                             | kantoorbediende                                      |                                                                          | gefusilleerd                              |
| 5 september 1944  | Josephus Adriaansen                        | marechaussee                                         | Bureau Inlichtingen                                                      | gefusilleerd                              |
| 5 september 1944  | Hendrik Baarschers                         | boekhandelaar                                        |                                                                          | gefusilleerd                              |
| 5 september 1944  | Karel Clemens van Berckel                  | chirurg                                              | Medisch verzet                                                           | gefusilleerd                              |
| 5 september 1944  | Arnold Blik                                | controleur K.L.M.                                    |                                                                          | gefusilleerd                              |
| 5 september 1944  | Henricus Joannes Hubertus Boers            | opperman                                             | LO                                                                       | gefusilleerd                              |
| 5 september 1944  | Josephus Johannes Stephanus Boers          | smid                                                 | LO                                                                       | gefusilleerd                              |
| 5 september 1944  | Carel Gerrit Bos                           | student                                              |                                                                          | gefusilleerd                              |
| 5 september 1944  | Nicolaas Johan Celosse                     | militair                                             | BBO                                                                      | gefusilleerd                              |
| 5 september 1944  | Constant Jozef Ernest Cornips              | bureauchef armenraad                                 | LO                                                                       | gefusilleerd                              |
| 5 september 1944  | Jan Berend van Delden                      | student                                              | Je Maintiendrai                                                          | gefusilleerd                              |
| 5 september 1944  | Gerardus Adrianus Marie Dercks             | student                                              | Oranje Garde                                                             | gefusilleerd                              |
| 5 september 1944  | Jan Hendrik Diesfeldt                      |                                                      | Bureau Inlichtingen                                                      | gefusilleerd                              |
| 5 september 1944  | Hermanus Nicolaas van Dijk                 | melkslijter                                          |                                                                          | gefusilleerd                              |
| 5 september 1944  | Barend Jan Donker                          | ambtenaar                                            | LO                                                                       | gefusilleerd                              |
| 5 september 1944  | Johannes Lambertus Donselaar               | tekenaar P.T.T.                                      |                                                                          | gefusilleerd                              |
| 5 september 1944  | Dirk Eendebak                              |                                                      | CPN                                                                      | gefusilleerd                              |
| 5 september 1944  | Marten Frans Elkerbout                     | luitenant ter zee vlieger                            |                                                                          | gefusilleerd                              |
| 5 september 1944  | Hermanus Carolus Marie Engering            | manufacturier                                        | LO                                                                       | gefusilleerd                              |
| 5 september 1944  | Albert Fieten                              | bakker                                               | OD                                                                       | gefusilleerd                              |
| 5 september 1944  | Casper ter Galestin                        | scheikundig ingenieur                                |                                                                          | gefusilleerd                              |
| 5 september 1944  | Wilhelmus Grooten                          | handbankwerker                                       | LO                                                                       | gefusilleerd                              |
| 5 september 1944  | Cornelis Arie Hartog                       | directeur importfirma                                | PBC                                                                      | gefusilleerd                              |
| 5 september 1944  | Wilhelmus Joannes Maria van Hest           | assistentaccountant                                  | CPN                                                                      | gefusilleerd                              |
| 5 september 1944  | Hans Hoetink                               | journalist                                           |                                                                          | gefusilleerd                              |
| 5 september 1944  | Joseph van Hulst                           | reiziger                                             |                                                                          | gefusilleerd                              |
| 5 september 1944  | Hendrik Engbert Jannink                    | fabrikant                                            |                                                                          | gefusilleerd                              |
| 5 september 1944  | Albert Cornelis Kerkhoff                   | radio-telegrafist K.L.M.                             | RVV                                                                      | gefusilleerd                              |
| 5 september 1944  | Abraham Luteijn                            | hoofdinspecteur politie                              | OD                                                                       | gefusilleerd                              |
| 5 september 1944  | Cornelis Maijs                             | kantoorbediende                                      |                                                                          | gefusilleerd                              |
| 5 september 1944  | Constant Theodorus Meijer                  | instrumentmaker P.T.T.                               |                                                                          | gefusilleerd                              |
| 5 september 1944  | Hendrikus Jozef Meijer                     | leraar klassieke talen                               | LO                                                                       | gefusilleerd                              |
| 5 september 1944  | Hendrik Meijers                            | schilderspatroon                                     |                                                                          | gefusilleerd                              |
| 5 september 1944  | Frans Josef Peter Nies                     | timmerman                                            | LO                                                                       | gefusilleerd                              |
| 5 september 1944  | Cornelis Catharinus Oosterling             | bode                                                 |                                                                          | gefusilleerd                              |
| 5 september 1944  | Johan Willem van der Plas                  | monteur                                              |                                                                          | gefusilleerd                              |
| 5 september 1944  | Nicolaas Jozef Reijn                       | kleermaker                                           |                                                                          | gefusilleerd                              |
| 5 september 1944  | Bing Richard                               | tweedehands boekenverkoper                           | LO                                                                       | gefusilleerd                              |
| 5 september 1944  | Wilhelmus Antonius Rooijackers             | agent mijnpolitie                                    |                                                                          | gefusilleerd                              |
| 5 september 1944  | Hero Schaap                                | elektrotechnisch ambtenaar                           |                                                                          | gefusilleerd                              |
| 5 september 1944  | Karel Herman Hendrik Simmelink             | onderwijzer                                          | OD                                                                       | gefusilleerd                              |
| 5 september 1944  | Johannes Franciscus Snijders               | spoorwegrechercheur                                  | De Stem                                                                  | gefusilleerd                              |
| 5 september 1944  | Freek Somsen                               | machinebankwerker                                    |                                                                          | gefusilleerd                              |
| 5 september 1944  | Harm Steen                                 | militair KNIL                                        | Bureau Inlichtingen                                                      | gefusilleerd                              |
| 5 september 1944  | Willem Stolp                               | veehouder                                            | KP                                                                       | gefusilleerd                              |
| 5 september 1944  | Peter Treebus                              | instrumentenmaker                                    | LO                                                                       | gefusilleerd                              |
| 5 september 1944  | Rudolf Frederik Wilhelm Treebus            | vertegenwoordiger                                    | LO                                                                       | gefusilleerd                              |
| 5 september 1944  | Alfred Joseph Marie Verhaegen              | kapelaan                                             |                                                                          | gefusilleerd                              |
| 5 september 1944  | Teunis Abraham van Vliet                   | ambtenaar                                            |                                                                          | gefusilleerd                              |
| 5 september 1944  | Johannes Melchior Voskuil                  | kantoorbediende                                      |                                                                          | gefusilleerd                              |
| 5 september 1944  | Rutger John Felix Webb                     | jurist-adjunctinspecteur C.D.K.                      | KP                                                                       | gefusilleerd                              |
| 5 september 1944  | Jacobus Johannes de Weert                  | student                                              | LO                                                                       | gefusilleerd                              |
| 5 september 1944  | Bernardus Johannes de Wijs                 | assistentaccountant                                  | De Stem                                                                  | gefusilleerd                              |
| 5 september 1944  | Oscar Willem Laurentius Wolters            | student                                              | Geheime Dienst Nederland                                                 | gefusilleerd                              |
| 5 september 1944  | Antonius Jan van Zuijlen                   | decoratieschilder                                    |                                                                          | gefusilleerd                              |
| 6 september 1944  | Theodoor Alberts                           | ambtenaar                                            |                                                                          | gefusilleerd                              |
| 6 september 1944  | Johan Blokker                              | veehouder                                            |                                                                          | gefusilleerd                              |
| 6 september 1944  | Fritz Gerhard Marie Conijn                 | student                                              | LO                                                                       | gefusilleerd                              |
| 6 september 1944  | Hendrik Doornekamp                         | bouwkundige                                          |                                                                          | gefusilleerd                              |
| 6 september 1944  | Hendrik Gijsbert Driessen                  | student                                              |                                                                          | gefusilleerd                              |
| 6 september 1944  | Hielke van der Heide                       | marechaussee                                         |                                                                          | gefusilleerd                              |
| 6 september 1944  | Hendrik Dirk Christoffel de Heus           | onderwijzer                                          |                                                                          | gefusilleerd                              |
| 6 september 1944  | Jan ten Hove                               | verwarmingstechnicus                                 | LO                                                                       | gefusilleerd                              |
| 6 september 1944  | Isidoor Huijkman                           | kantoorbediende                                      |                                                                          | gefusilleerd                              |
| 6 september 1944  | Pieter Johannes Loijens                    | ambtenaar                                            |                                                                          | gefusilleerd                              |
| 6 september 1944  | Hans Maurits van Messel                    |                                                      |                                                                          | gefusilleerd                              |
| 6 september 1944  | Henri Jean Scharrer                        | Journalist                                           |                                                                          | gefusilleerd                              |
| 6 september 1944  | Jakob Henderikus van der Veen              | architect                                            | LO / KP                                                                  | gefusilleerd                              |
| 6 september 1944  | Willem Jacobus Johannes Vos                |                                                      | LO                                                                       | gefusilleerd                              |
| 8 september 1944  | Johannes Hendrikus Guelen                  | arbeider papierfabriek                               |                                                                          | gefusilleerd                              |
| 8 september 1944  | Hendrikus Fredericus Hendriks              | lederbewerker                                        | KP                                                                       | gefusilleerd                              |
| 8 september 1944  | Johannes Jacobus Hendriks                  | typograaf                                            |                                                                          | gefusilleerd                              |
| 8 september 1944  | Johan Keijzers                             | landbouwer                                           | KP                                                                       | gefusilleerd                              |
| 14 september 1944 | Henderik Martens                           | chauffeur                                            |                                                                          |                                           |
| 16 september 1944 | Martinus Boeren                            | klompenmaker                                         |                                                                          | gefusilleerd                              |
| 16 september 1944 | Gerardus Josephus Bois                     | Ambtenaar C.C.D.                                     |                                                                          | gefusilleerd                              |
| 16 september 1944 | Gerardus Johannes Petrus Bouwman           | opperwachtmeester politie                            |                                                                          | gefusilleerd                              |
| 16 september 1944 | Marinus de Jong                            | kantoorbediende                                      | Trouw                                                                    | gefusilleerd                              |